# Michel du Mans de Bourglevesque
Michel du Mans de Bourglevesque ou encore Michel du Mans du Chalaisest un homme politique français né le 17 juillet 1773 à Laval (Mayenne) et y décédé le 7 avril 1837. Il est affilié à la famille du Mans du Chalais.

## Biographie
Il est le fils de Michel René François du Mans, qui fut député de la Noblesse aux États généraux de 1789. Il émigre pendant la Révolution française. Il était propriétaire et maire de Saint-Germain-le-Fouilloux, lorsqu'il fut élu député, le 12 janvier 1829, par le collège de département de la Mayenne, avec 91 voix sur 175 votants et 233 inscrits, contre 84 voix à M. de Hercé de Coulonge. Il est avec le concours des libéraux, quoique candidat légitimiste.
Député de la Mayenne de 1829 à 1830, ultra-royaliste, siégeant dans la majorité soutenant la Restauration, il soutint de ses votes la monarchie de Charles X de France. Il est réélu aux Élections législatives de 1830, par 145 voix sur 224 votants et 262 inscrits contre M. Tanquerel. Il ne se rallia pas au gouvernement la Monarchie de Juillet. Considéré comme démissionnaire le 25 septembre 1830, il est remplacé par Jean-Baptiste Bidault de Frétigné. Il est Chevalier de Saint-Louis.